# ويليام كونينغهام (سياسي)
ويليام كونينغهام (بالإنجليزية: William Cunningham) هو سياسي أمريكي، ولد في 12 أغسطس 1976. حزبياً، نشط في الحزب الديمقراطي. وقد انتخب عضو مجلس نواب إلينوي.